# برخاست و فرود کوتاه

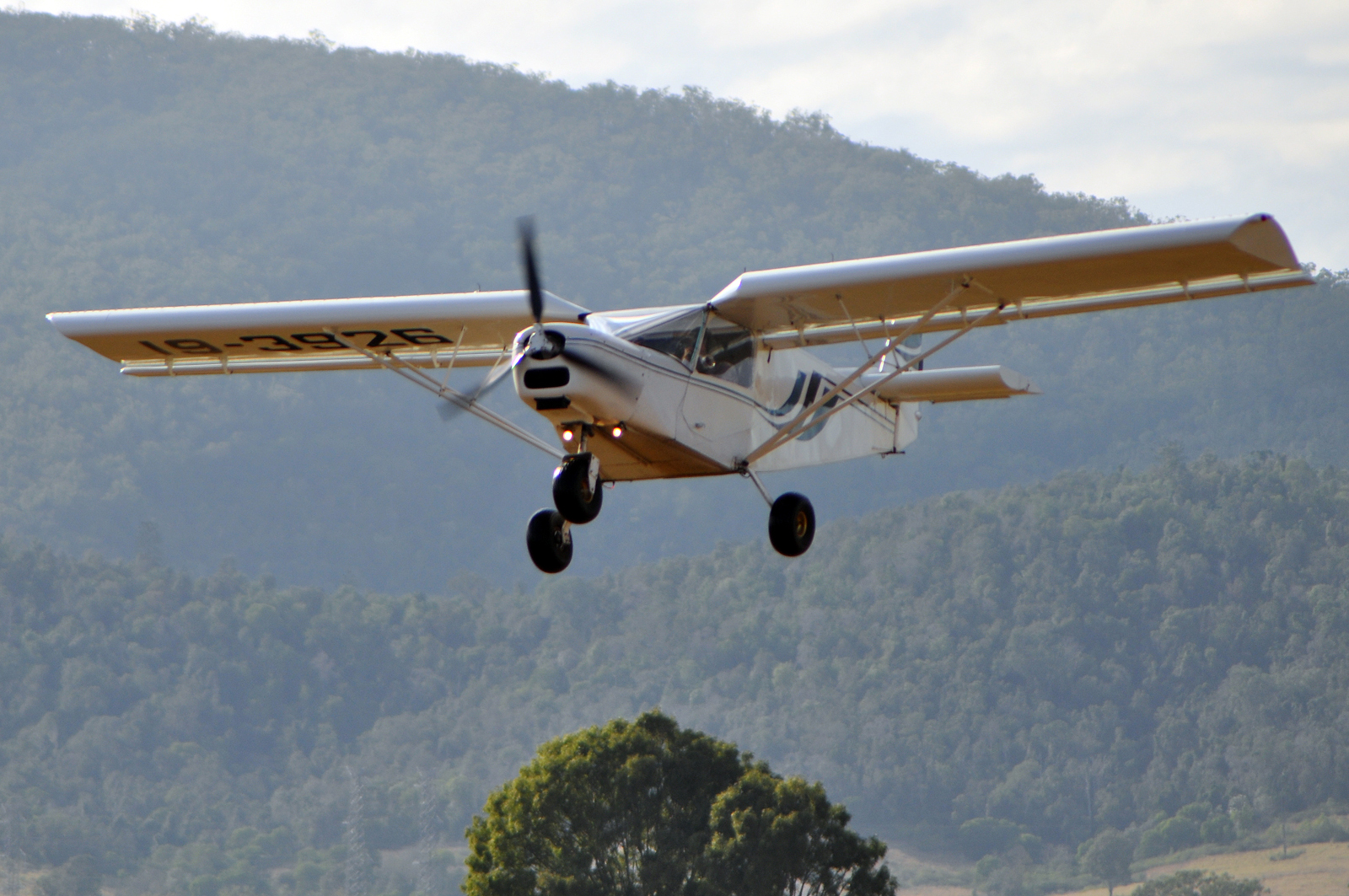
برخاست و فرود کوتاه

نشست و برخاست کوتاه ویژگی‌ای است که هواگرد دارندهٔ آن (که به آن STOL‏ می‌گویند) قادر به فرود آمدن یا برخاستن از باندهای کوتاه است. STOL بودن هواگرد بر اساس طول باند مورد نیاز برای فرود یا برخاست و بر اساس آنی که بیشتر است تعیین می‌شود. تعریف دقیق پذیرفته‌شده‌ای برای این نوع هواگردها وجود ندارد، اما اغلب اینگونه تعریف می‌شود که هواگردی است که در برخاست فقط ۱۰۰۰ پا (۳۰۵ متر) باند برای پاک کردن ۵۰ پا (۱۵ متر) مانع که در انتهای آن است نیاز دارد و برای پاک کردن همان طول مانع حین فرود هم فقط ۱۰۰۰ پا از باند را نیاز داشته باشد.
طول باند مورد نیاز، تابعی از مربع حداقل سرعت پروازی است، لذا بیشترین تمرکز در طراحی این نوع هواگردها روی کم کردن این عدد است. برای برخاست، توان وزنی مخصوص بالا و پسار پایین به شتاب دادن هواگرد کمک می‌کنند. مسافت طی شده در فرود هم با ترمزهای قوی، سرعت کم حین فرود، رانش معکوس، و برآکش (ترمز هوایی) کاهش می‌یابد.
هواگردهای دارای این ویژگی معمولاً آیرودینامیک پیشرفته‌تری دارند و دارای بال‌های بزرگ با اجزای آیرودینامیکی خاصی مثل برآافزاهای (فلپ) شکاف‌دار، پیش‌بال‌ها، بَرآکُش‌های کمکی و مولدهای گردباد هستند. از آنجایی که این نوع هواپیماها قرار است در محیط‌های محدود فعالیت کنند، توانایی پرواز پایدار در سرعت‌های کم، مخصوصاً در شرایط هوایی آشفته، از بخش‌های مهم طراحی است. استفاده از حالت پس‌سوز هنگام برخاست نیروی رانش (تراست) را تا ۵۰٪ افزایش می‌دهد، اما سوخت زیادی مصرف می‌کند و اکسیژن بیشتری هم می‌خواهد. راه دیگر برای افزایش رانش، بزرگ‌تر کردن موتور است، که از آن طرف هزینه و وزن هواگرد بالا می‌رود. کنترل فعال لایه مرزی هم به پایین آوردن پسا کمک می‌کند. طراحی یک هواگرد با ویژگی نشست و برخاست خیلی کوتاه معمولاً به کاهش حداکثر سرعت آن می‌انجامد، ولی روی اندازهٔ بار مفید تأثیری ندارد.